# برايان ماكان
برايان ماكان (بالإنجليزية: Brian McCann)‏ هو لاعب كرة قاعدة أمريكي، ولد في 20 فبراير 1984 في أثينا في الولايات المتحدة.

## وصلات خارجية
- الموقع الرسمي
- برايان ماكان على موقع دوري كرة القاعدة الرئيسي (الإنجليزية)
- برايان ماكان على موقعبيزبول رفرنس.كوم (الدوري الرئيسي) (الإنجليزية)
- برايان ماكان على موقعبيزبول رفرنس.كوم (الدوري الثانوي) (الإنجليزية)
- برايان ماكان على موقع إي إس بي إن.كوم (أم.أل.بي) (الإنجليزية)
- برايان ماكان على موقع مشجعي الرسوم البيانية (الإنجليزية)